# 张石秋
张石秋（1917年—2002年10月），河南省罗山县人，中华人民共和国政治人物。

## 生平
1937年11月—1943年3月在陕西泾阳安吴堡青训班，陕北公学和“鲁艺”学习，后任“鲁艺”教育科副科长。1938年10月，加入中国共产党。1943年3月至1949年3月，先后任教员、科员、秘书；1949年3月—1956年，先后在西北土改委员会、西北局研究室任副处长，中央书记处第二办公室任研究员；1956年6月-1964年10月，在新疆维吾尔自治区党委任副秘书长、宣传部副部长；1964年11月，在西北局内刊室、西北局党校任编辑，秘书长；1970年10月任陕西省文化局出版组组长；1972年1月-1978年5月，任陕西省出版局领导小组成员；1978年6月-1983年4月，任陕西省出版局党组书记、局长；1984年12月，离休。2002年10月去世。